# Marco Berrini
Marco Berrini (Milano, 27 marzo 1964) è un direttore di coro italiano.

## Biografia
Diplomato presso il Conservatorio Giuseppe Verdi di Milano in Pianoforte, Musica corale e Direzione di Coro e Composizione Polifonica Vocale, si è dedicato fin da giovanissimo alla musica corale, studiando anche Direzione d'orchestra e Musicologia.
Ha diretto in Spagna, Portogallo, Francia, Germania, Svizzera, Austria, Israele, Argentina, Emirati Arabi. Ha lavorato a fianco di grandi direttori fra i quali Aldo Ceccato, Ottavio Dantone, Gianandrea Noseda, Riccardo Chailly realizzando produzioni musicali con importanti orchestre italiane e con importanti Festivals e Stagioni Concertistiche in Italia e all'estero, tra i quali, a Milano, la Società del Quartetto (giugno 2001, Progetto di esecuzione integrale Cantate di J. S. Bach) e Musica e poesia a S. Maurizio (ottobre 2001 e ottobre 2003), I Pomeriggi Musicali, il Festival Internazionale Settimane Musicali di Stresa, il Teatro Bellini di Catania, il Teatro Due di Parma, l'Associazione Scarlatti di Napoli, il Maggio Musicale Fiorentino, il Festival di Musica Antica di Malaga (Spagna) e il Teatro Real di Cordoba (Argentina).
Dal 1989 al 1992 è stato Maestro Sostituto Direttore del Coro da Camera della Rai di Roma col quale ha effettuato registrazioni per RAI Radio Tre.
Ha fondato e dirige il Coro da Camera del Conservatorio "Antonio Vivaldi" di Alessandria con il quale svolge regolare attività concertistica e discografica. Ha diretto le prime esecuzioni assolute di composizioni di Bruno Bettinelli, Irlando Danieli, Orlando Dipiazza, Bruno Zanolini, Federico Ermirio, Roberto Beltrami, Andrea Basevi Gambrana, Paolo Manfrin, Emilio Aragon, e la prima esecuzione italiana del Weihnachtsoratorium per soli, coro e pianoforte di Friedrich Nietzsche.
È stato invitato a tenere un atelier sulla Musica Polifonica Veneziana del Rinascimento (unico docente italiano) alla XVI Edizione del Festival Internazionale "Europa Cantat" a Magonza dal 28 luglio al 6 a agosto 2006.
Nel 2007 e nel 2008 è stato invitato in Argentina, a Buenos Aires a dirigere il Coro Nazionale Giovanile Argentino (Co.Na.Jo.) per un ciclo di concerti sulla musica italiana del '900, a Cordoba per dirigere il Coro Polifonico del Teatro della Provincia de Cordoba, e a La Plata, per un master sulla prassi esecutiva della musica rinascimentale. A seguito di collaborazioni in Spagna, è stato invitato a collaborare in qualità di direttore ospite, a partire dalla primavera 2008, con il Coro del Teatro dell'Opera di Malaga, con il Coro del Teatro della Maestranza di Siviglia e con l'Orchestra e Coro della Comunità di Madrid (ORCAM).
È direttore artistico e musicale del complesso vocale professionale Ars Cantica Choir & Consort. Dal 2003 al 2010 è stato direttore artistico e musicale del Quartetto Vocale S. Tecla, formazione professionale del Duomo di Milano. Ha curato la pubblicazione di musica vocale per le case editrici Suvini Zerboni, Edizioni Carrara, Rugginenti, Carisch. È regolarmente chiamato a far parte della giuria di concorsi corali nazionali ed internazionali e a tenere master di formazione e perfezionamento per cantori e direttori in Italia e all'estero.
Dal 2003 al 2009 è stato membro della Commissione Tecnico-Artistica dell'Associazione Regionale Cori della Valle d'Aosta (A.R.CO.VA).
Dal 2017 è membro della commissione artistica nazionale della FENIARCO (Federazione nazionale italiana associazioni corali regionali); dal 2018 è membro della commissione artistica dell'USCI Lombardia (Unione società corali italiane).
Dal 2009 è direttore artistico della Milano Choral Academy, scuola internazionale di formazione perfezionamento per direttori di coro e cantori.
Dopo 25 anni di titolarità sulla cattedra di Esercitazioni Corali presso il Conservatorio "Antonio Vivaldi" di Alessandria, dal novembre 2018 è docente di Direzione di coro presso il Conservatorio "A. Steffani" di Castelfranco Veneto (Tv) e presso l'Istituto diocesano di musica sacra di Treviso.

### Collaborazioni come direttore ospite

#### 1984
- “Serate Musicali”, Milano (A. Ponchielli, I promessi sposi)

#### 1989 - 1992
- Maestro Sostituto Direttore del Coro da Camera della Rai, Roma

#### 1992
- Teatro Piccinni, Bari (N. Rota, Mysterium, dir. Rino Marrone).

#### 1997
- Festival Musica Rara, Milano (W. A. Mozart, Ascanio in Alba, dir. Arnold Bosman).

#### 1998
- Festival Musica Rara, Milano (J. A. Hasse, Cantico dei Tre Fanciulli, dir. Arnold Bosman)
- Festival, Bari (F. Nietzsche, Weinachtsoratorium)

#### 1999
- Conservatorio “G. Verdi”, Milano (A. Scarlatti, Sedecia Re di Gerusalemme, dir. Estevan Velardi)

#### 2000
- Teatro Coccia, Novara (J. Offenbach, Orphée aux Enfers)
- Teatro Comunale, Alessandria (H. Purcell, Didone ed Enea, dir. Marcello Rota)
- Teatro Kursaal, Bari (F. Martin, Le vin herbé, dir. Rino Marrone)

#### 2001
- Teatro Comunale, Alessandria (B. Britten, Piccolo Spazzacamino, dir. Marcello Rota)
- Concerto della Memoria, Brescia (L. Perosi, La Passione di Cristo secondo S. Marco, dir. Renato Beretta)

#### 2004
- Sagra Musicale Umbra, Foligno (PG) (G. Petrassi, Salmo IX)

#### 2005
- Festival Internazionale “Settimane Musicali”, Stresa (VB) (L. van Beethoven, IX Sinfonia, dir. Gianandrea Noseda)

#### 2006
- Teatro Comunale, Alessandria (N. Rota, Lo scoiattolo in gamba, dir. Marcello Rota)
- Teatro Dal Verme, Milano (W. A. Mozart, La betullia liberata, dir. Aldo Ceccato)
- Festival Internazionale “Settimane Musicali”, Stresa (VB) (W. A. Mozart, Flauto Magico, dir. Gianandrea Noseda)
- Teatro Sociale, Rovigo (Domenico Clapasson, Il Giardino del Gigante)
- Teatro Comunale, Firenze (Domenico Clapasson, Il Giardino del Gigante)

#### 2007
- “Ferrara Musica”, Ferrara (F. Liszt, Eine Faust-Symphonie)
- Coro Polifonico del Teatro della Provincia de Cordoba, Argentina (G. Fauré, Requiem)
- Domodossola (NO), (L. Bacalov, Misa Tango)
- Festival Internazionale “Settimane Musicali”, Stresa (VB) (W. A. Mozart, Clemenza di Tito, dir. Gianandrea Noseda)
- Coro Nazionale Giovanile Argentino, Buenos Aires (musica italiana del '900)

#### 2008
- Coro Nazionale Giovanile Argentino, Buenos Aires (musica italiana del '900)
- Teatro Dal Verme, Milano (L. van Beethoven, Meerestille und glückliche Fahrt" & Fantasia op. 80, dir. Aldo Ceccato)
- Coro del Teatro dell'Opera, Malaga (Mozart, Requiem; Puccini, Messa di Gloria)

#### 2009
- Festival Internazionale “Settimane Musicali”, Stresa (VB) (I Stravinsky, La carriera di un libertino, dir. Gianandrea Noseda)
- Coro del Teatro dell'Opera, Malaga (Mozart, Requiem; Puccini, Messa di Gloria)
- Coro del Teatro della Maestranza, Siviglia (L. van Beethoven, Nona Sinfonia, dir. Ramón Torrelledó)
- Festival Internazionale “Settimane Musicali”, Stresa (VB) (G. Rossini, La Cenerentola, dir. Gianandrea Noseda)

#### 2010
- Festival Operistico, Abu-Dhabi (Emirati Arabi Uniti) (G. Puccini, Boheme, dir. Alberto Veronesi)
- Coro del Teatro della Maestranza, Madrid (Beethoven, Nona Sinfonia, dir. Ramón Torrelledó)
- Festival Internazionale “Settimane Musicali”, Stresa (VB) (W. A. Mozart, Idomeneo, dir. Gianandrea Noseda)

#### 2011
- Orchestra e Coro della Comunità di Madrid (ORCAM), Madrid (E. Aragon, Longum Vitae Sospirium, dir. José Ramon Encinar)
- Festival Internazionale “Settimane Musicali”, Stresa (VB) (G. Donizetti, Lucia di Lammermoor, dir. Gianandrea Noseda).

## Attività editoriale

### Edizioni Suvini Zerboni, Milano
- Saggi, articoli, recensioni per la rivista specializzata di musica corale "La Cartellina"
- Musica Mundana (vol. 1)  Antologia di musiche polifoniche profane dei secoli XVI e XVII
- Musica Divina (vol. 1) Antologia di musiche polifoniche dei secoli XV e XVI
- Musica Divina (vol. 2) Messe polifoniche dei secoli XVI, XVII e XVIII
- Cafaro Pasquale, Stabat mater per soli, coro, archi e b.c. (trascrizione e revisione)

### Edizioni Carrara, Bergamo
- Brani corali per la rivista Celebriamo

### Rugginenti Editore, Milano
- Antonio Lotti, Missa del Primo Tuono (trascrizione e revisione)

### Bottega Discantica, Milano
- Michelangelo Grancini, Il Giardino spirituale de varii fiori musicali; Concertati a quattro voci; Op. Decima Sesta, 1655 (trascrizione e revisione, voll. 1 e 2)

### Carisch, Milano
- Missae (Antologia di messe polifoniche, trascrizione e revisione)
- Ritratti di Maria, La vita della Vergine nella polifonia del XVI secolo (trascrizione e revisione)
- Ritratti dell'amata, Ritratti musicali nella polifonia del XVI secolo (trascrizione e revisione)
- Ergo cantemus! 1 Antologia didattica per le formazioni corali (trascrizione e revisione)

## Concorsi
- 1986, Quartiano (Lodi) - 1º premio
- 1987, Bresso (Milano) - 1º premio
- 1991, Bresso (Milano) - 1º premio
- 1991, Vittorio Veneto (Treviso) - 1º premio
- 1995, Battipaglia (Salerno) - 1º premio
- 1996, Vittorio Veneto (Treviso) "IV Gran Premio Corale E. Casagrande" - 1º premio
- 1999, Tortona (Alessandria) - 1º premio
- 2001, Bologna Prima edizione del Concorso Internazionale per Direttori di Coro "Mariele Ventre" - 3º premio ex aequo
- 2003, Arezzo - 1º premio 51º Concorso Polifonico Internazionale "Guido d'Arezzo"
- 2003, Arezzo - Gran Premio "Città di Arezzo" (miglior coro nell'ambito del 51º Concorso Polifonico Internazionale "Guido d'Arezzo")
- 2003, Arezzo - 1º premio 20º Concorso Corale Nazionale "Guido d'Arezzo"
- 2004, Gorizia, XVI Gran Premio Europeo di Canto Corale - 2º premio ex æquo

## Discografia

### Ars Cantica Choir & Consort, Milano
- Antonio Lotti (Messa del Primo Tuono e Mottetti)
- Giovanni Giacomo Gastoldi (Musica sacra S. Barbara)
- Giovanni Pierluigi da Palestrina (Missa Pro defunctis e II Libro dei Mottetti)
- Orlando di Lasso (18 Responsori per la Settimana Santa)
- Vincenzo Ruffo (Salmi Suavissimi et Devotisimi a 5)
- Michel'Angelo Grancini (Giardino Spirituale de varii fiori musicali)
- Francesco Durante (Vespro della Beata Vergine & Messa a tre voci)
- Friedrich Nietzsche (Weihnachtsoratorium, per soli, coro e pianoforte)
- Lorenzo Perosi (Missa Benedicamus Domino & 8 Responsori di Natale)
- Bruno Bettinelli (Missa Brevis & Motetti)
- Lupacchino dal Vasto (Missa pro Defunctis)
- Franz Liszt (Via Crucis per soli, coro e pianoforte)
- Wolfgang Amadeus Mozart (Requiem KV 626 per soli, coro e pianoforte - versione trascritta per pianoforte a 4 mani da Carl Czerny)

In qualità di maestro del coro con Ars Cantica Choir:
- Franz Schubert (Messa in Mib+ nº 6; dir. Giorgio Mezzanotte)
- Alessandro Scarlatti (Sedecia, dir. Estevan Velardi)
- Alessandro Scarlatti (Serenata “Al furor di lieta tromba” dir. Estevan Velardi)

### Coro da Camera "Antonio Vivaldi", Alessandria
- Benjamin Britten, Roberto Beltrami, Federico Ermirio (Le soleil et son rêve - Espressioni corali contemporanee)
- AA.VV. Teenc@anta - Brani per cori giovanili edito dalla FE.N.I.AR.CO.

### Coro del Teatro dell'Opera di Malaga (Spagna)
- Victor De Sabata (musiche di scena per il Mercante di Venezia di Shakespeare, dir. Aldo Ceccato)

## Galleria d'immagini

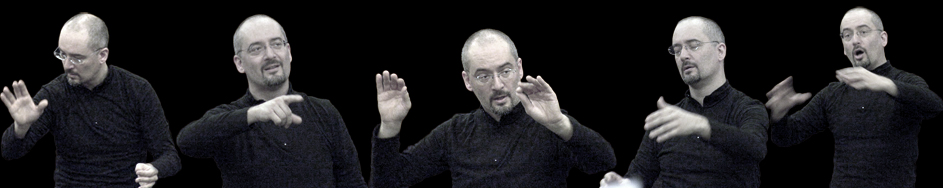
Marco Berrini
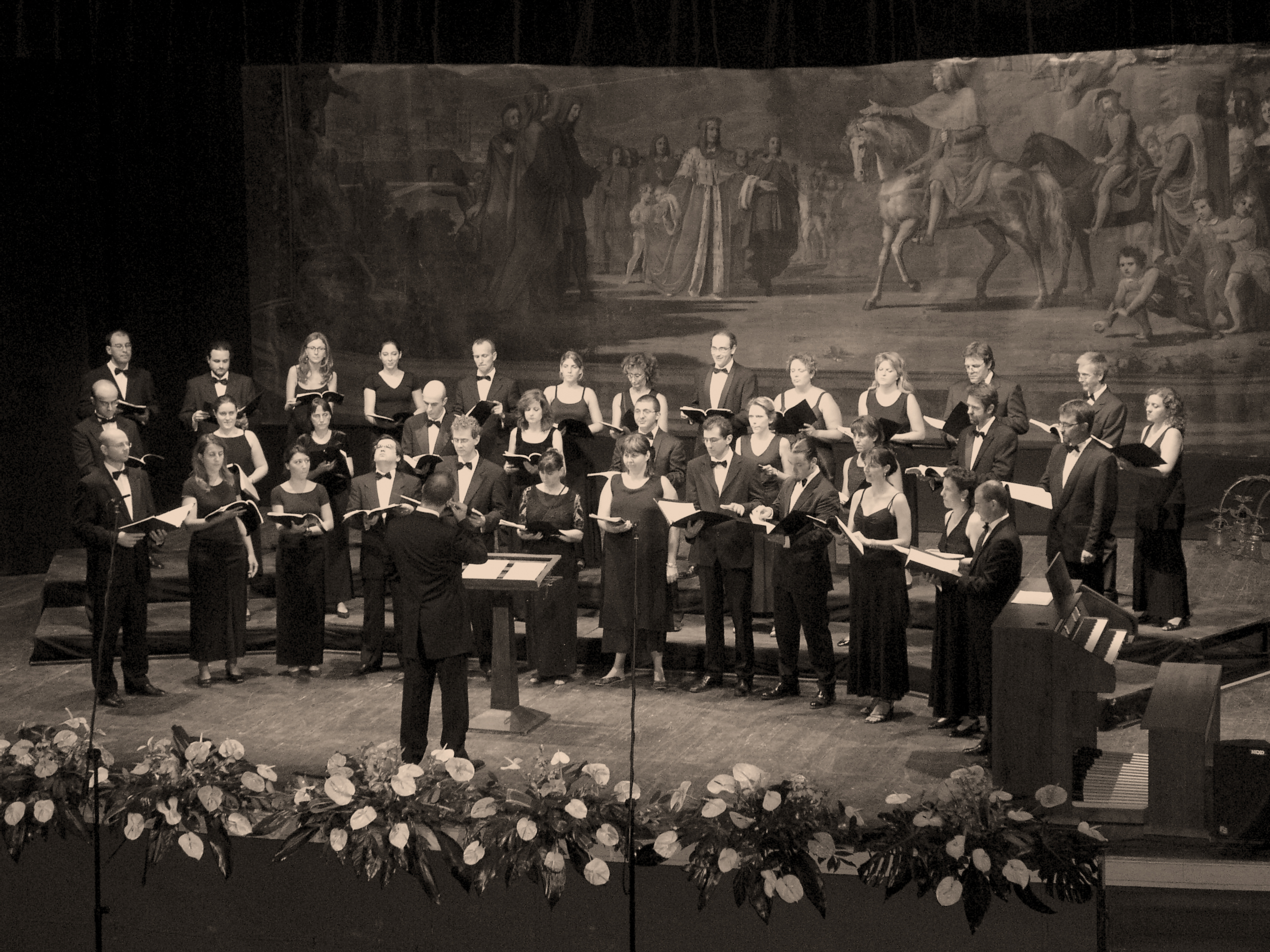
Ars Cantica Choir durante il Concorso corale internazionale “Guido d'Arezzo”